# Annie Rosar
Annie Rosar (17 de  mayo de 1888 – 5 de agosto de 1963) fue una actriz teatral y cinematográfica austriaca, conocida principalmente por su participación en numerosas comedias austriacas entre las décadas de 1930 y 1960.

## Biografía
Nacida en Viena, Austria Hungría, en el seno de una familia dedicada a la agricultura, debutó como actriz teatral en Viena en 1910, actuando posteriormente en Múnich, Berlín y Hamburgo. A su vuelta a Viena trabajó en el Burgtheater (1917–23), el Theater in der Josefstadt (1925–38) y el Volkstheater (1939–42, 1947–51). Tras la Segunda Guerra Mundial se concentró en el cine, la radio y la televisión.
En el cine fue frecuentemente elegida para hacer papeles cómicos de esposa importuna (por ejemplo en Ungeküsst soll man nicht schlafen gehn, junto a Hans Moser), suegra diabólica, o comprensiva ama de llaves, tanto en ambientes rurales (Heimatfilme) como urbanos. Ocasionalmente trabajó en filmes serios, como fue el caso de su cameo en El tercer hombre (1949).
En 1907 Rosar se casó con un hombre de negocios suizo y fue a vivir con él a Milán, Italia. Tras divorciarse, en 1930 se casó de nuevo, pero volvió a divorciarse. Su único hijo, fruto de su segundo matrimonio, murió en la Segunda Guerra Mundial.
Annie Rosar falleció en Viena, Austria, a causa de un fallo cardiaco, en 1963. Fue enterrada en el Cementerio Zentralfriedhof de Viena.

## Premios
- 1958: Premio del Festival de Cork por Der veruntreute Himmel
- 1958: Nombrada Actriz Popular
- 1961: Condecoración austriaca de la ciencia y el arte
- 1961: Premios Bambi por su servicio al cine

## Selección de su filmografía
| - 1929: Vater Radetzky (de Karl Leiter) - 1932: Lumpenkavaliere (de Carl Boese) - 1935: Frühjahrsparade (de Ernst Marischka) - 1935: Bretter, die die Welt bedeuten (de Kurt Gerron) - 1935: Die ganze Welt dreht sich um Liebe (de Viktor Tourjansky) - 1936: Romanze (de Herbert Selpin) - 1936: Wer zuletzt küßt … (de E. W. Emo) - 1936: Prater (de Willy Schmidt-Gentner) - 1937: Millionäre (de Karlheinz Martin) - 1937: Peter im Schnee (de Carl Lamac) - 1937: Frauenparadies (de Arthur Maria Rabenalt) - 1938: Immer wenn ich glücklich bin..! (de Carl Lamac) - 1938: Der Hampelmann (de Karlheinz Martin) - 1938: Dreizehn Stühle (de E. W. Emo) - 1939: Mutterliebe (de Gustav Ucicky) - 1940: Herzensfreud - Herzensleid (de Hubert Marischka) - 1940: Meine Tochter lebt in Wien (de E. W. Emo) - 1940: Ein Leben lang (de Gustav Ucickcy) - 1941: Die goldene Stadt (de Veit Harlan) - 1941: Wir bitten zum Tanz (de Hubert Marischka) - 1942: Wen die Götter lieben (de Karl Hartl) - 1942: Sommerliebe (de Erich Engel) - 1943: Schwarz auf weiß (de E. W. Emo) - 1943: Reisebekanntschaften (de E. W. Emo) - 1944: Warum lügst du, Elisabeth? (de Fritz Kirchhoff) - 1944: Das Lied der Nachtigall (de Theo Lingen) - 1944: Gabriele Dambrone (de Hans Steinhoff) - 1945: Münchnerinnen (de P. L. Mayring) - 1945: Der Millionär (de Robert Adolf Stemmle) - 1947: Liebe nach Noten (de Géza von Cziffra) - 1948: Nach dem Sturm (de Gustav Ucicky) - 1948: Anni (de Max Neufeld) - 1948: Der Herr Kanzleirat (de Hubert Marischka) - 1949: El tercer hombre (de Carol Reed) - 1949: Kleine Melodie aus Wien (de E.W. Emo) - 1950: Stadtpark (de Hubert Marischka) - 1950: Das vierte Gebot (de Eduard von Borsody) - 1950: Kind der Donau (de Georg Jacoby) - 1950: Auf der Alm, da gibt’s ka Sünd (de Franz Antel) - 1951: Verklungenes Wien (de Ernst Marischka) - 1951: Hallo Dienstmann (de Franz Antel) - 1951: Eva erbt das Paradies (de Franz Antel) - 1952: Verlorene Melodie (de Eduard von Borsody) - 1952: Schäm’ dich, Brigitte! (de E. W. Emo) - 1952: Ich hab' mich so an Dich gewöhnt (de Eduard Hoesch) | - 1952: Der Obersteiger - 1952: The Devil Makes Three (de Andrew Marton) - 1952: Maske in Blau (de Georg Jacoby) - 1953: Vergiß die Liebe nicht (de Paul Verhoeven) - 1953: Pünktchen und Anton (de Erich Engel) - 1953: Eine Nacht in Venedig (de Georg Wildhagen) - 1953: Die Perle von Tokay (de Hubert Marischka) - 1953: Männer im gefährlichen Alter (de Carl-Heinz Schroth) - 1954: Hoheit lassen bitten (de Paul Verhoeven) - 1954: Eine Frau von heute (de Paul Verhoeven) - 1955: Ehesanatorium (de Franz Antel) - 1955: Wenn die Alpenrosen blüh'n (de Richard Häußler) - 1955: Mozart (de Karl Hartl) - 1955: Ihr Leibregiment (de Hans Deppe) - 1955: Eine Frau genügt nicht? (de Ulrich Erfurth) - 1955: Die Försterbuben (de Robert Adolf Stemmle) - 1955: Der Pfarrer von Kirchfeld (de Hans Deppe) - 1955: Heimatland (de Franz Antel) - 1955: Ich denke oft an Piroschka (de Kurt Hoffmann) - 1955: Der Schmied von St. Bartholomä (de Max Michel) - 1955: Die Herrin vom Sölderhof (de Jürgen v. Alten) - 1956: Lügen haben hübsche Beine (de Erik Ode) - 1956: Geliebte Corinna (de Eduard von Borsody) - 1956: Nina (de Rudolf Jugert) - 1956: Solange noch die Rosen blühn - 1956: Die Fischerin vom Bodensee (de Harald Reinl) - 1957: Die unentschuldigte Stunde (de Willi Forst) - 1957: Die Prinzessin von St. Wolfgang (de Harald Reinl) - 1957: Die Lindenwirtin vom Donaustrand (de Hans Quest) - 1957: Scherben bringen Glück (de Ernst Marischka) - 1957: Heimweh … dort, wo die Blumen blühn (de Franz Antel) - 1957: … und führe uns nicht in Versuchung (de Rolf Hansen) - 1958: Der veruntreute Himmel (de Ernst Marischka) - 1958: Ein Lied geht um die Welt'' (Die Joseph-Schmidt-Story) (de Geza von Bolvary) - 1958: Das haut einen Seemann doch nicht um (de Arthur Maria Rabenalt) - 1958: For the First Time (de Rudolph Maté) - 1959: Wenn die Glocken hell erklingen (de Eduard von Borsody) - 1959: Laß mich am Sonntag nicht allein (de Arthur Maria Rabenalt) - 1960: Glocken läuten überall (de Franz Antel) - 1960: Am Galgen hängt die Liebe (de Edwin Zbonek) - 1962: Romanze in Venedig - 1962: Drei Liebesbriefe aus Tirol (de Werner Jacobs) - 1962: Wenn beide schuldig werden (de Hermann Leitner) |